# 145번가역 (IRT 브로드웨이-7번로선)
145번가(145th Street)역은 뉴욕 지하철 IRT 브로드웨이-7번로선의 역이다. 맨해튼 해밀턴 하이츠의 브로드웨이와 145번가 교차로에 위치해 있으며, 전시간 1 열차가 운행한다.
145번가역은 1900년에 승인된 도시 최초의 지하철 노선의 일부로 인터버러 래피드 트랜짓 컴퍼니(IRT)를 위해 건설되었다. 145번가를 포함하는 노선구간의 건설은 같은 해 5월 14일에 시작되었으며, 1904년 10월 27일 뉴욕 지하철의 28개역 중 하나로 개업했다. 1948년에 승강장이 확장되었다.
145번가역에는 상대식 승강장 2면 3선의 상대식 승강장이 있다. 가운데 선로는 정규운행에 사용되지 않는다. 역은 타일과 모자이크 장식으로 지어졌다. 승강장은 145번가와 브로드웨이로 가는 출구가 있으며 운임구역 내에서 서로 연결되어 있지 않다.

## 역 구조
| 지면   | 거리           | 출입구 틀:NYCS Platform Layout access                                                                    |
| 승강장 | 상대식 승강장  | 상대식 승강장                                                                                            |
| 승강장 | 북행 완행      | ← 밴코틀랜드 파크-242번가 방면 (틀:NYCS Platform Layout IRT Broadway–Seventh Avenue Line/local/previous) |
| 승강장 | 혼잡 방향 급행 | → 정규 운행 없음                                                                                         |
| 승강장 | 남행 완행      | → 사우스 페리 방면 (틀:NYCS Platform Layout IRT Broadway–Seventh Avenue Line/local/next) →               |
| 승강장 | 상대식 승강장  | |

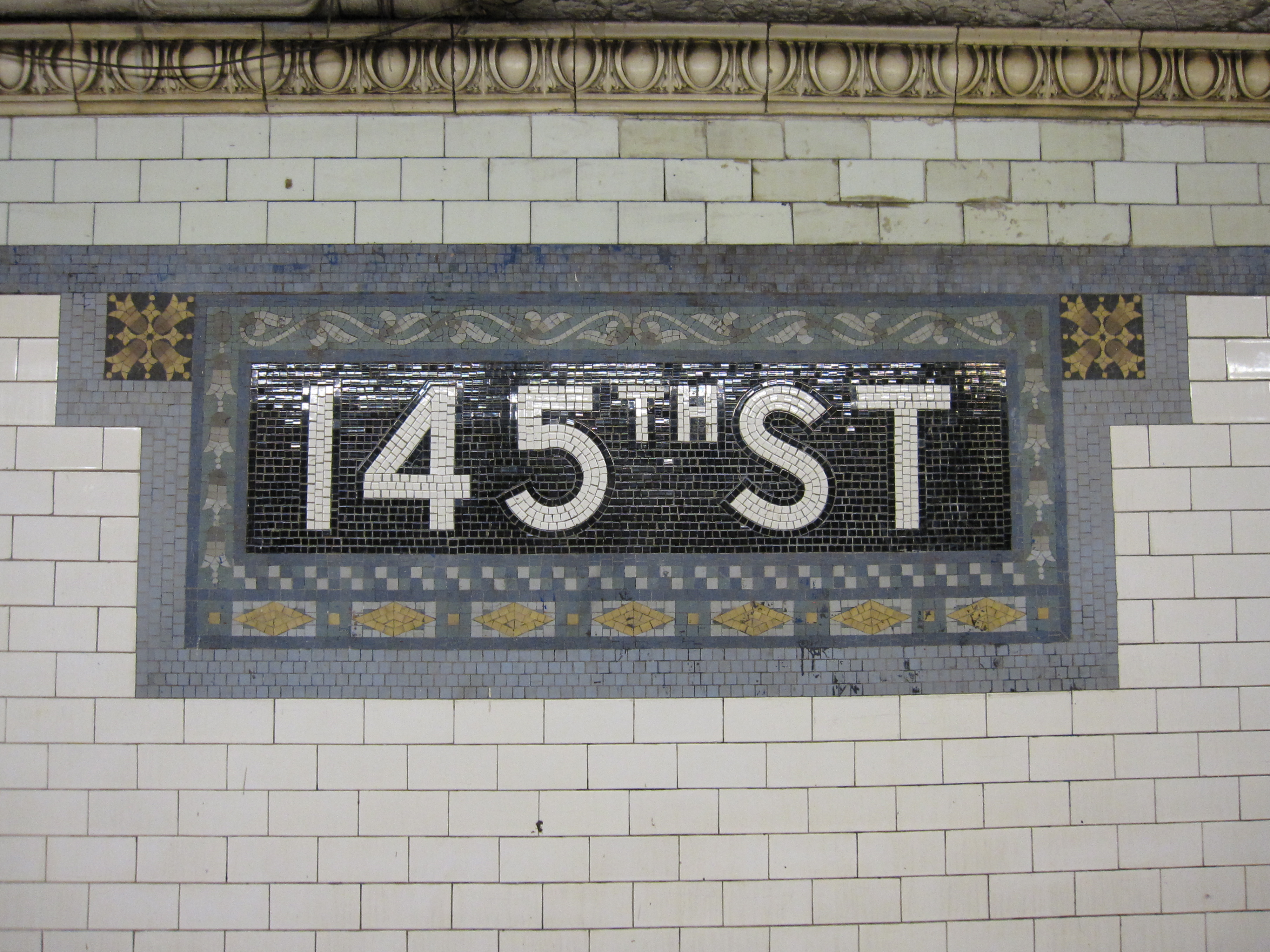
모자이크 역명판

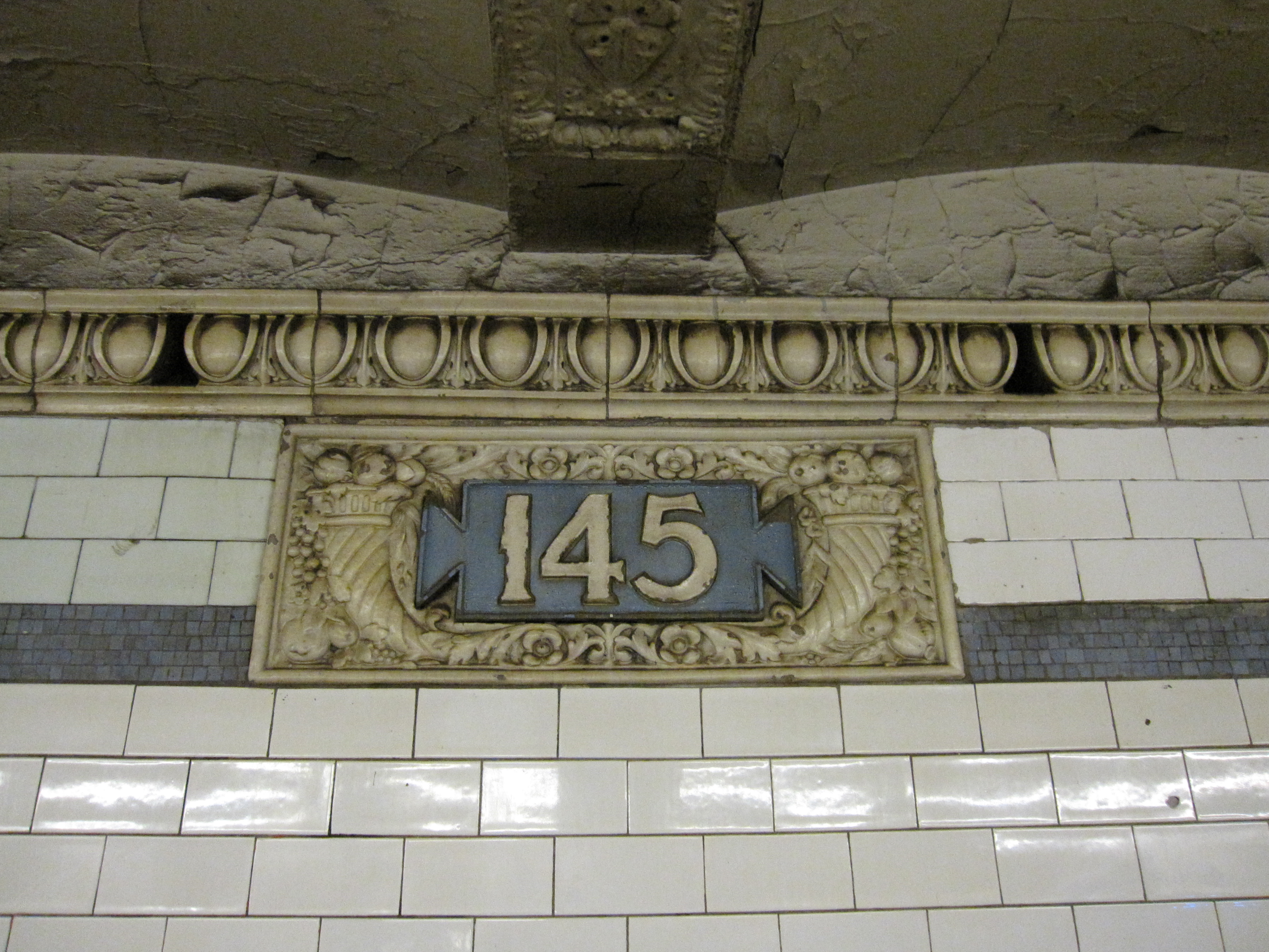
프리즈가 있는 원래 역명 카르투슈

이 역은 첫 지하철의 일부였고, 2면 3선의 상대식 승강장으로 이루어졌으며, 중앙 선로 하나는 급행 선로로 현재 사용되지 않는다. 96번가 북쪽의 다른 역과 마찬가지로 승강장의 길이는 원래 350 피트 (110 m)였지만,:4:8 1948년 승강장 확장으로 인해 길이는 520 피트 (160 m)가 되었다.승강장 확장은 상행 승강장의 남쪽 끝과 하행 승강장의 북쪽 끝에 있어 약간 offset된다.:40

### 디자인
원래의 IRT의 일부로 건설된 다른 역들과 마찬가지로, 터널은 유틸리티 파이프(utility pipe)와 와이어가 달린 "U"자 모양 트러프(trough)로 덮여 있다. 이 트러프의 바닥에는 두께 4 인치 (100 mm) 이상의 콘크리트 기초가 포함되어 있다.:9 각 승강장은 3-인치-thick (7.6 cm) 두께의 콘크리트 슬래브로 구성되며, 그 아래에는 배수용 수로가 있다. 기존 승강장에는 15 피트 (4.6 m) 간격으로 배치된 원형 주철 [[도리아 양식 기둥이 있고, 승강장 확장부에는 I-빔 기둥이 있다. 5 피트 (1.5 m)마다 간격을 둔 두 선로 사이의 추가 기둥은 잭 아치 콘크리트 역지붕을 지지한다.:4:9 홈 벽과 승강장 벽 사이에는 1-인치 (25 mm)의 간격이 있으며, 타일 마감으로 덮여 있는 4-인치 (100 mm) 두께의 벽돌로 만들어졌다.:9
장식은 파란색 타일 판, 파란색 타일 띠, 흰색 테라코타 코니스, 밝은 파란색 테라코타 판으로 구성된다.:40 모든 초기 IRT 역의 모자이크 타일은 미국 인코스틱 타일 회사(American Encaustic Tile Company)가 제작했으며, 각 역의 설치물을 하청받았다.:31 장식 작업은 타일 계약자인 맨해튼 유리 타일 회사(Manhattan Glass Tile Company)와 테라코타 계약자인 애틀랜틱 테라코타 회사(Atlantic Terra Cotta Company)가 수행했다.:40 승강장에는 회색 테두리가 있는 녹색의 원래 트림 라인이 포함되어 있다. 트림 라인은 어두운 테두리에 흰색 문자로 "145"가 타일로 표시되어 있다. 역의 다른 역명판에는 다색 모자이크로 "145TH ST."라고 표시되어 있다. 방향 표시판에도 "145TH ST."라고 검은색 테두리에 흰색 문자로 표시된다.

### 선로 구조

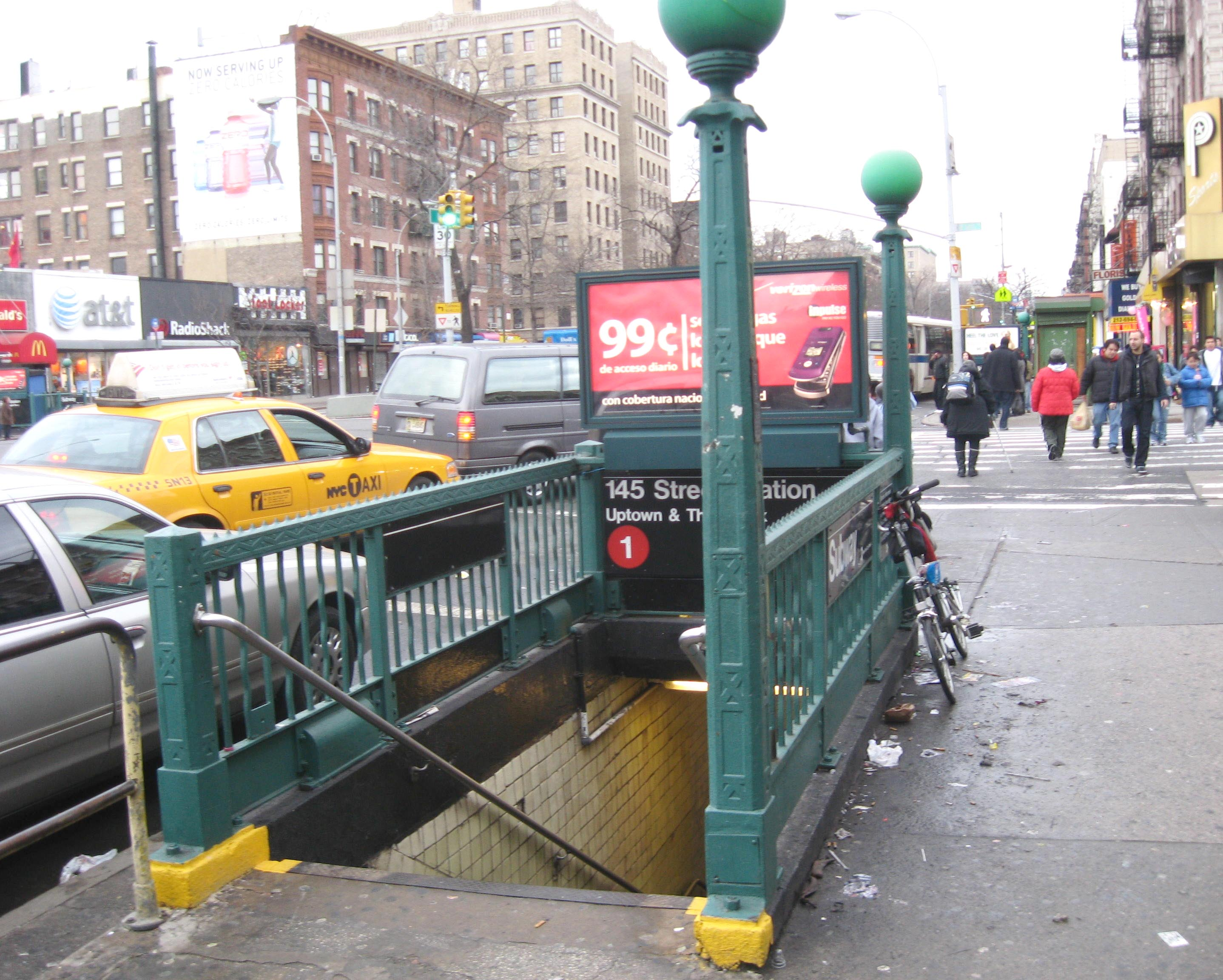
계단

북행 완행 선로는 역 북쪽의 중앙 선로와 합쳐지며, 노선은 두 개의 선로를 통해 북쪽으로 이어진다. 역 남쪽에는 남행 선로에서 중앙 선로로 가는 회차선이 있다.
역 바로 남쪽에 지하 137번가 차량사업소(137th Street Yard)가 있는데, 이 차량기지는 지나가는 열차에서 볼 수 있다. 선로 배치는 137번가 차량사업소의 중앙 급행 선로로 전환함으로써 이 역을 우회할 수 있도록 한다.

### 출구
두 승강장 모두 동일층에 운임 구역이 있으며, 여기에는 개찰구 뱅크, 토큰 부스, 거리 계단이 포함되었다. 븍행 승강장에는 두 개의 계단(145번가와 브로드웨이의 동쪽 모퉁이에 각각 한 개씩)이 있으며, 남행 승강장에는 북서쪽 방향 단일 계단이 있다. 운임 구역내에 반대편 승강장으로 횡단하는 통로는 없다.